# Nokia 5220 XpressMusic
Nokia 5220 XpressMusic – telefon komórkowy fińskiego koncernu Nokia. W Polsce ukazał się w 2008 roku. Sprzedawana jest w obudowie czarno-czerwonej, czarno-niebieskiej oraz czarno-zielonej. Języki telefonu: polski, węgierski, angielski, niemiecki i francuski. Istnieje możliwość zabezpieczenia dostępu do karty pamięci hasłem. Odtwarza muzykę w formacie MP3 i AAC.

## Transmisja danych
- Bluetooth
- GPRS
- EDGE
- WAP

## Wiadomości
- Słownik SMS (T9)
- Długie wiadomości
- Smart Messaging
- MMS
- Klient e-mail

## Funkcje głosowe
- Wybieranie głosowe
- System głośnomówiący
- Radio
- Odtwarzacz mp3

## Inne funkcje
- Gry (Snake III, City Bloxx, Rally 3D, Bounce Tales)
- Budzik
- Możliwość ściągania map (Nokia Map Loader)
- Aplikacje w formacie Java J2ME
- Wyszukiwarka Yahoo!
- Przeglądarka Opera